# Rita chrysea
Rita chrysea és una espècie de peix de la família dels bàgrids i de l'ordre dels siluriformes.

## Morfologia
- Els mascles poden assolir 19,5 cm de longitud total.[1][2]

## Reproducció
Té lloc durant els mesos del monsó.

## Hàbitat
És un peix d'aigua dolça i de clima tropical.

## Distribució geogràfica
Es troba a Àsia: conca del riu Mahanadi a Orissa i Madhya Pradesh (Índia).